# 美國協會 (19世紀)
美國協會（American Association）是存在於1882年到1891年的大聯盟組織。

## 歷年冠軍
- 1882年 辛辛那提紅長襪
- 1883年 費城運動家
- 1884年 紐約大主教
- 1885年 聖路易棕
- 1886年 聖路易棕
- 1887年 聖路易棕
- 1888年 聖路易棕
- 1889年 布魯克林新郎
- 1890年 路易斯維爾上校
- 1891年 波士頓紅人

## 所有球隊
- 巴爾的摩金鶯（1882年—1891年）
- 辛辛那提紅長襪（1882年—1889年，現為國家聯盟的辛辛那提紅人）
- 路易斯維爾日蝕/上校（1882年—1891年）
- 費城運動家（1882年—1891年）
- 匹茲堡艾利根（1882年—1887年，現為國家聯盟的匹茲堡海盜）
- 聖路易棕長襪（1882年—1891年，現為國家聯盟的聖路易紅雀）
- 哥倫布七葉樹（1883年—1884年）
- 紐約大主教（1883年—1887年）
- 布魯克林運動家/灰人/新郎（1884年—1889年，現為國家聯盟的洛杉磯道奇）
- 印城印州人（1884年）
- 李奇蒙維吉尼亞人（1884年）
- 托萊多藍長襪（1884年）
- 華盛頓州人（1884年）
- 華盛頓州人（1891年）
- 克里夫蘭蜘蛛（1887—1888年）
- 堪薩斯市牛仔（1888年—1889年）
- 哥倫布賢者（1889年—1891年）
- 布魯克林鬥劍者（1890年）
- 羅切斯特野馬（1890年）
- 雪城星辰（1890年）
- 托萊多毛密（1890年）
- 波士頓紅人（1891年）
- 辛辛那提小豬（1891年）
- 密爾瓦基釀酒人（1891年）

## 時間點
- 1887年—匹茲堡艾利根離開美國協會加入國家聯盟。
- 1889年—克夫蘭離開美國協會加入國家聯盟。
- 1890年—辛辛那提紅長襪和布魯克人新郎離開美國協會加入國家聯盟。
- 1892年—巴爾的摩金鶯、路易斯維爾上校、聖路易布朗和華盛頓參議員在美國協會解散後加入國家聯盟。

## 美國協會主席
- H.D. McKnight 1882年—1885年
- Wheeler C. Wyckoff  1886年—1889年
- Zach Phelps  1890年
- Louis Kramer  1891年
- Ed Renau  1891年
- Zach Phelps  1891年